# Lycenchelys micropora
Lycenchelys micropora es una especie de pez de la familia de los Zoarcidae en el orden de los perciformes.

## Hábitat
Es un pez de mar y de aguas profundas que vive entre 2.377-3.512 m de profundidad.

## Distribución geográfica
Se encuentra en el Pacífico norte: el Mar de Bering.

## Observaciones
Es inofensivo para los humanos. 